# Lữ đoàn 242 Quân đội nhân dân Việt Nam
Lữ đoàn Bộ binh Phòng thủ đảo 242 được thành lập ngày 18 tháng 9 năm 1969, trong những năm tháng kháng chiến chống Mỹ cứu nước, đơn vị đã lập được nhiều chiến công hết sức vẻ vang: Đánh 315 trận, tiêu diệt gần 800 tên địch; bắt sống 502 tên; thu 1999 súng các loại, 455 tấn quân trang; phá hủy 11 đại bác (105 ly và 75 ly); 34 súng cối và đại liên, 42 xe quân sự các loại, 1 kho đạn và đốt cháy 1 kho xăng của địch; bắn chìm 15 ca nô và tàu chiến; bắn rơi nhiều máy bay Mỹ; chi viện hàng ngàn lượt cán bộ, chiến sỹ cho chiến trường miền Nam, góp phần giải phóng hoàn toàn miền Nam, thống nhất đất nước.

## Lãnh đạo hiện nay
Lữ đoàn trưởng: Đại tá Phạm Tuấn Anh 
Chính ủy: Đại tá Đinh Kim Cường 
Phó Lữ đoàn trưởng-Tham mưu trưởng: Thượng tá Vũ Văn Hiệp 
Phó Lữ đoàn trưởng: Thượng tá Trần Kim Tuấn
Phó Lữ đoàn trưởng: Thượng tá Phạm Kiên Cường
Phó Chính ủy: Thượng tá Vũ Duy Hanh
Phó Chính ủy: Trung tá Nguyễn Văn Chiến